# Považské strojárne
Považské strojárne byl slovenský (dříve československý) podnik, který se po určitou dobu zabýval výrobou motocyklů, mopedů a skútrů pod značkou  Manet, Tatran , Babetta a Jawa Jeho sídlo je v Považské Bystrici. Výroba motocyklů byla hlavním výrobním programem, vyráběly se ale i valivá ložiska, obráběcí stroje, jednoúčelové stroje, proudové motory pro letecký průmysl, převodové skříně pro traktory, zemědělské, stavební a silniční stroje. Považské strojárne zaměstnávaly až 15 000 pracovníků.

## Výrobní závody
- ZVL – Závody na výrobu ložísk, koncern Považská Bystrica (ZVL Považské strojárne Klementa Gottwalda) – mateřský podnik
- ZVL Kolárovo – později převzaly výrobu mopedu  Babetta (po revoluci v roce 1989 pouze Babetta)
- ZVL Rajec
- ZVL Čalovo

## Motocykly
- Manet M-90
- Jawa 550
- Jawa 555
- Jawa 05
- Jawa 05 Sport
- JAWA 20 Standard – v roce 1977 nahradil typ JAWA 220.100
- JAWA 21 Sport – v roce 1977 výroba ukončena
- JAWA 23 Mustang – v roce 1977 nahradil typ JAWA 223.200
- JAWA 23A Mustang – v roce 1977 nahradil typ JAWA 223.100

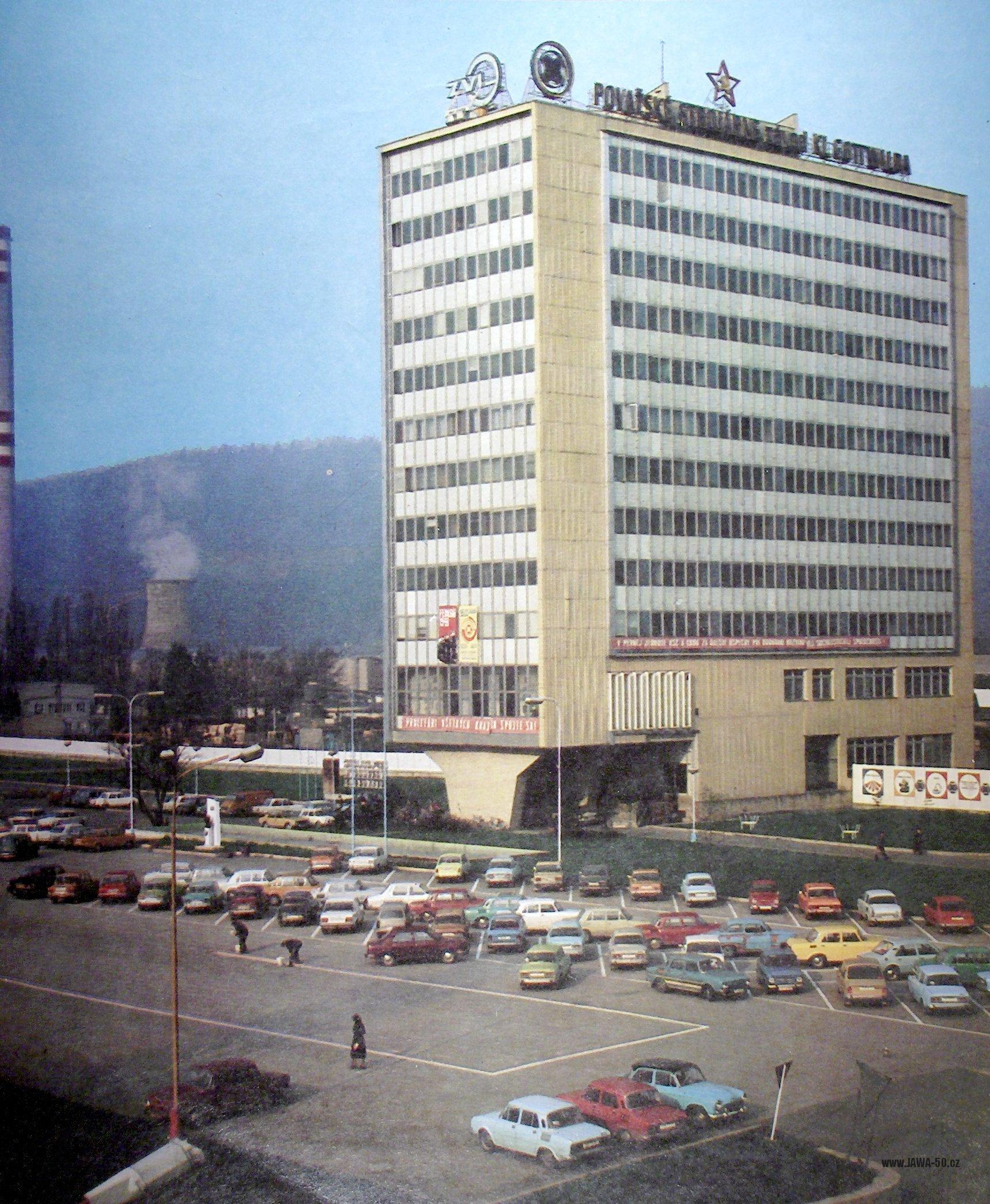
Budova generálního ředitelství koncernu ZVL Považské strojárne Klementa Gottwalda

- Manet S-100
- Manet S-125
- Tatran S-125
- SK 90
- Babetta 228
- Babetta 207
- Babetta 210
- Babetta 215
- Babetta 225
- Babetta 226 – prototyp
- Manet Korado

## Názvy
- 1929/1932–1938: závod podniku Československá zbrojovka, Brno, akciová společnost
- 1939–1945: závod podniku Reichswerke AG für Waffen- und Maschinenbau Hermann Göring – Waffenwerke Brünn AG, Brünn (pozdější název Reichswerke Hermann Göring – Waffenwerke Brünn AG, Brünn)
- 1945: opět závod Zbrojovky Brno (v říjnu 1945 znárodněné)
- 1946–1948: Považské strojárne, národný podnik
- 1948–1980: Považské strojárne, národný podnik, závod Klementa Gottwalda (uváděno i jako Považské strojárne Klementa Gottwalda)
- 1980–1990: Závody na výrobu ložísk, koncern (Považská Bystrica) – ZVL Považské strojárne Klementa Gottwalda, koncernový podnik (zkráceně ZVL Považské strojárne Klementa Gottwalda)
- 1991–1992 ZVL Považské strojárne
- od 1992: Považské strojárne